# Atractodes brevissimus
Atractodes brevissimus là một loài tò vò trong họ Ichneumonidae.